# 长叶排钱树
长叶排钱树（学名：Phyllodium longipes），为豆科排钱树属下的一个植物种。
其种加词“Longipes”意为“长梗的”，“长柄的”。